# Motor rotativo
Motor orbital.
Um motor rotativo é um tipo de motor de combustão interna que emprega rotores em vez de pistões.
É, às vezes, chamado de "motor rotativo sem pistões" ou de "motor de pistões rotativos". Diferentemente do movimento sinusoidal, típico dos pistões nos motores alternativos, neste motor, o rotor (ou rotores) realiza um movimento rotativo.  
O termo "motor de combustão rotativa" tem sido sugerido  em geral, desde o início dos anos 1920, como um possível nome para estes motores [carece de fontes?] para distingui-los de determinados motores aeronáuticos e motociclísticos também conhecidos como motores giratórios. No entanto, ambos continuam a ser chamados de motores rotativos e só o contexto determina a qual uso destinam-se. Além da combustão, motores rotativos também encontraram usos no campo da refrigeração.

## História
Até a atualidade o motor Wankel, invenção de Felix Wankel (1902-1988), é o único motor rotativo de combustão interna comercialmente bem sucedido. Depois de sua invenção, diversas indústrias automobilísticas criaram projetos de motores rotativos. A NSU (primeira fabricante de rotativos Wankel) criou empreendimentos conjuntos com a Citroën (conhecido como Comotor)  e, com a Curtiss-Wright. As empresas Toyo Kogyo (atual Mazda), Rolls-Royce, Ford, General Motors, Chevrolet, Mercedes-Benz. e outras obtiveram licenças para fabricá-lo. Durante os anos 1960 e 1970, o desenvolvimento deste motor apresentou dificuldades. Entre eles, problemas de vedação, desgaste prematuro e, consumo elevado. Como estes problemas mostraram-se de difícil solução e, com a crise do petróleo seu desenvolvimento foi abortado. A Mazda permaneceu como a única fabricante a equipar seus automóveis com este tipo de motor.
Uma equipe de projetistas canadenses, formada pela família Saint-Hilaire e chefiada pelo físico Gilles Saint-Hilaire criou o motor rotativo Quasiturbine, patenteado em 1996. Este projeto teria, teoricamente, solucionado as deficiências do motor Wankel. O Quasiturbine foi usado de forma experimental em um kart (2004), numa motosserra (2006), um gerador elétrico, e microcarros a ar comprimido (2009)  e a vapor.
A produção do modelo Mazda RX-8, último carro fabricado em série com motor rotativo Wankel, foi encerrada em 2012. Mas a companhia planeja uma nova geração do RX-7 para antes do final da década de 2010. 

## Características
Em seu conceito básico, este motor não apresenta o movimento recíproco do pistão. O movimento rotativo do rotor alivia a tensão mecânica e evita a vibração relacionada com a velocidade. Ao longo da história do motor de combustão interna, muitos conceitos e protótipos de motores rotativos têm sido propostos e estão em diferentes estágios de desenvolvimento. 

## Estágios de desenvolvimento
Exemplos de motores rotativos incluem:

### Fase de produção
- No século XIX, Beauchamp Tower desenvolveu o motor esférico a vapor [16] teoricamente adaptável para usar combustão interna.
- Motor Wankel.
- Motor de ciclo Atkinson.

### Em de desenvolvimento
- Motor Baylin.[17]
- Motor pneumático de  Angelo Di Pietro.[18]
- Liquidpiston.[19]
- Crankless.[20]
- Motor Hamilton Walker.[21]
- Quasiturbine.
- IRIS (Internally Radiating Impulse Structure).[22]
- Rand cam.[23]
- Libralato.[24]
- RKM (Rotationskolbenmaschine) de Schapiro, Levitin e Kruk.[25]
- Motor orbital de Ralph Sarich.[1] [26]
- Tri-Dyne.[27]
- Motor toroidal.[28] [29]
- Wave disk engine.[30] [31]
- Moto turbine radiale de Jean Claude Lefeuvre.[32]
- Motor Jonova.[33]
- Motor de rotor lobular de Renault-Rambler. [34]
- MIT (Miranda Inovações Tecnológicas).[35]
- Motor Schukey.[36] [37]

### Conceitos
- Gerotor.[38]
- Motor rotativo de José Ignacio e Martin-Artajo.[39]
- Motores de Jose Maria Bosch-Barata.[40]
- Motor de rotores helicoidais de Gabriel Fernando Carrão Macedo.[41]
- Yonto.[42]

## Imagens
Veículos equipados com motores rotativos:

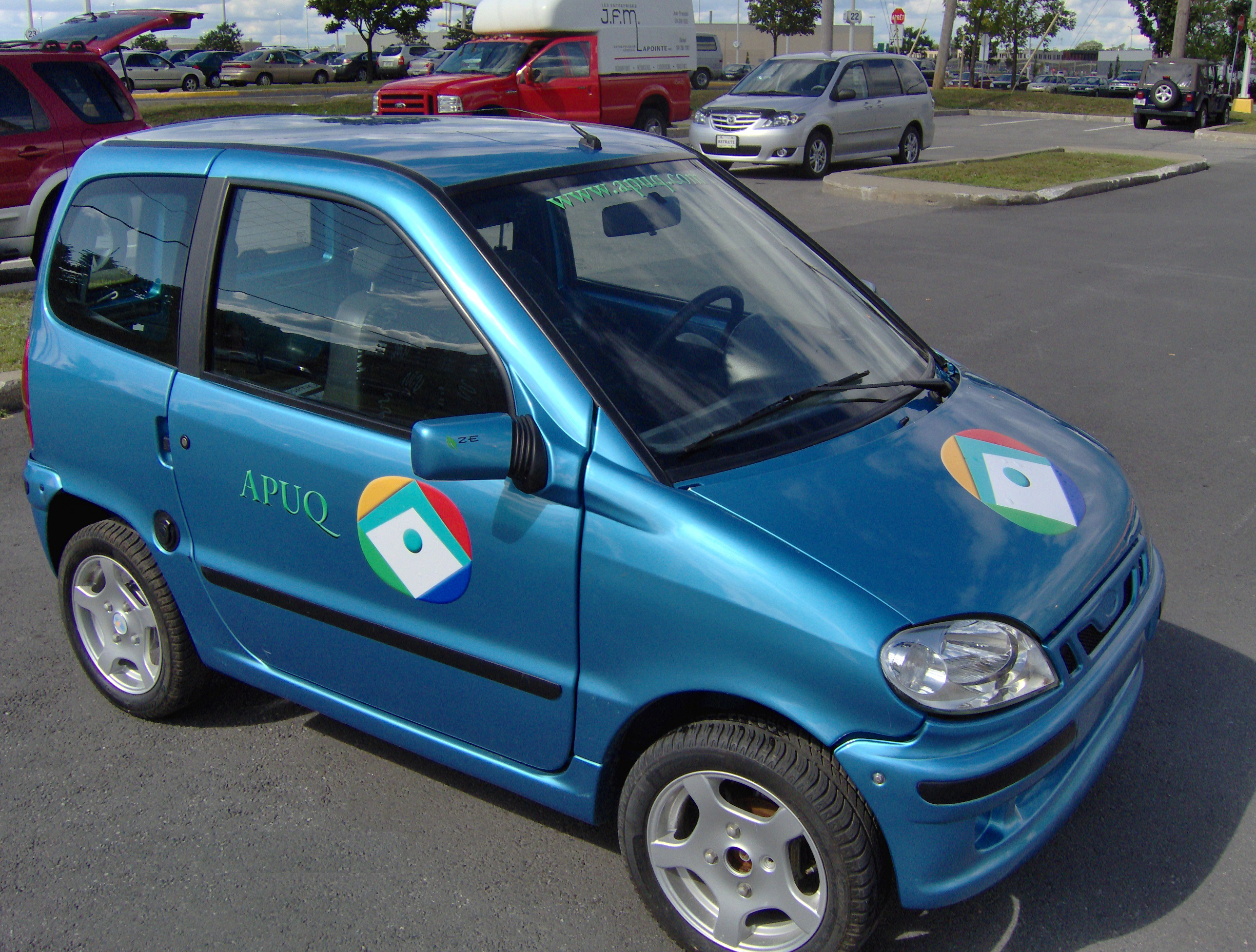
Automóvel com motor Quasiturbine adaptado para funcionar com ar comprimido.
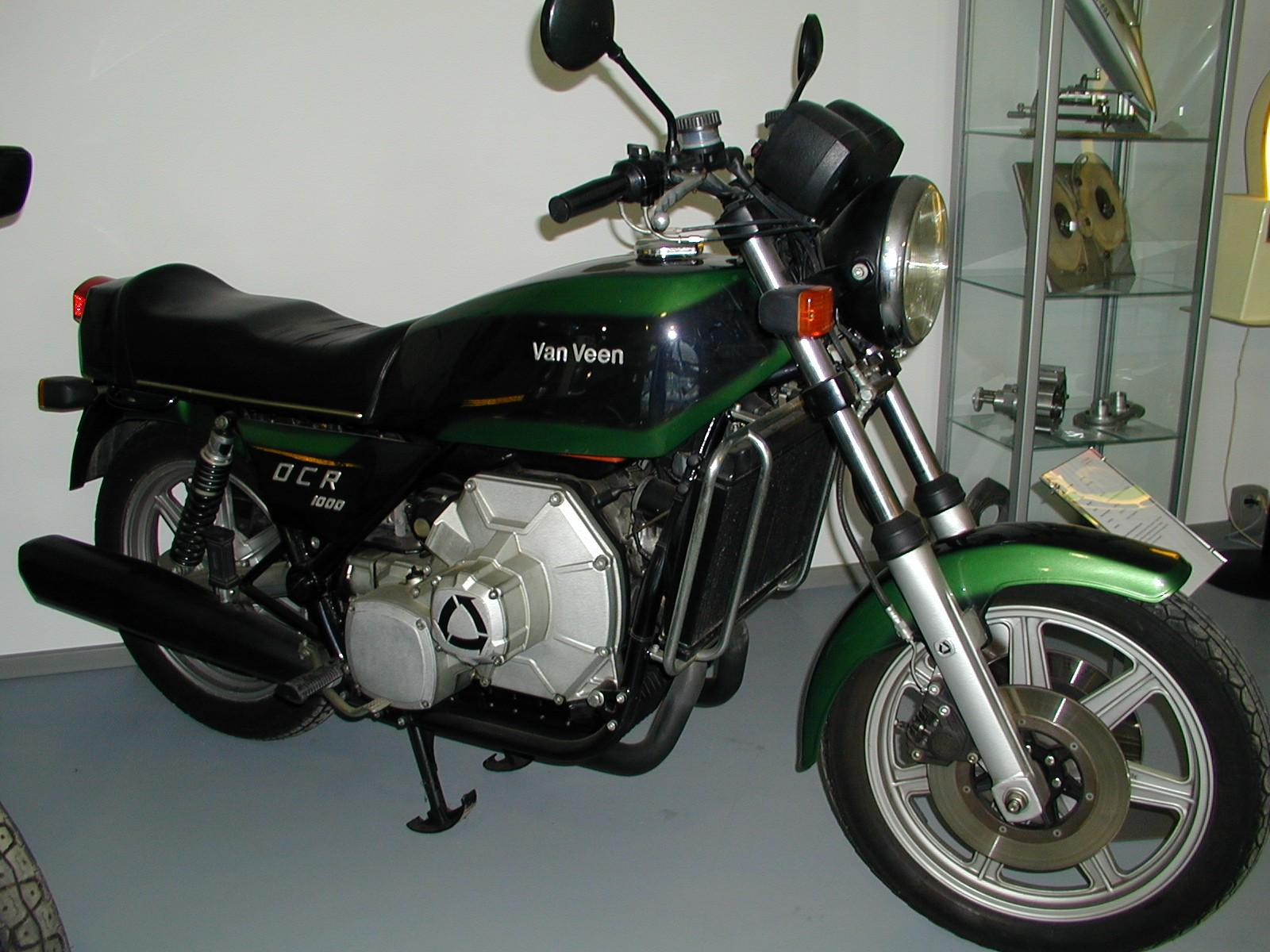
Van Veen OCR 1000 (1976-1978, Holanda).
- ARV Super2 (Reino Unido).
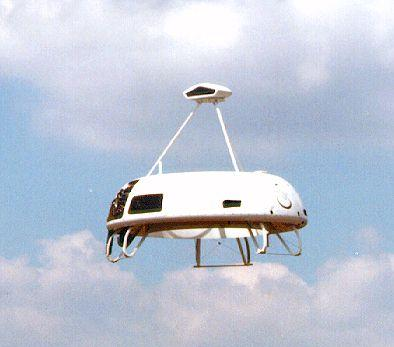
Sikorsky Cypher (veículo aéreo não tripulado, EUA.)

## Vantagens e desvantagens

### Vantagens
Apresenta boa relação peso-potência, baixo peso, menor volume e funcionamento mais "suave" do que o do motor convencional. Gera mais energia durante um período maior: o rotor produz força em 270 graus de seu giro, contra os 180 graus do movimento de um pistão. Menor quantidade de peças móveis: dispensa o uso de correias, bielas, válvulas e cames. A admissão da mistura comburente/combustível e a expulsão dos gases de escape são realizadas pelo próprio movimento do rotor. Sua curva de torque é plana, uma vez que, não usa válvulas. Sua forma de combustão produz menos óxidos de nitrogênio como o NOx (óxido nitroso) mas, o uso de catalisador reduz esta vantagem. A separação entre as áreas onde ocorrem a admissão e a combustão favorece o uso de hidrogênio.

### Desvantagens
Menor eficiência termodinâmica por causa da grande superfície da zona de combustão. Tempo de ignição muito longo, devido ao formato da zona de combustão. Este problema é abordado com a utilização de duas velas de ignição pelo fabricante Mazda (em certos mototes para veículos de competição usam-se três velas). Problemas de vedação. Consumo de combustível e emissões de poluentes elevados em modelos de projeto mais simples. Este item relaciona-se com o uso que será dado ao motor, já que o projeto deve levar em consideração o nível de potência. Assim, o rendimento do modelo RX-7, da Mazda, é comparável com os de outros veículos da mesma categoria. A crise do petróleo de 1973, apenas 16 anos após a criação do motor rotativo, prejudicou as pesquisas para seu desenvolvimento, não dando tempo para solucionar a questão do consumo elevado. Consequentemente, o motor rotativo ganhou a fama imerecida de antieconômico. Em projetos mais básicos, apresenta elevados índices de emissões de CO (monóxido de carbono).

## Literatura
- Wankel auf dem Prüfstand: Ursprung, Entwicklung und Niedergang eines innovativen Motorenkonzeptes. Autor: Ulrich Christoph Knapp. BoD (Books on Demand), 2006, (em alemão) ISBN 9783830916376 Adicionado em 11/06/2016.
- Les Moteurs: moteur à explosion, moteur rotatif, moteur diesel. Autores: Marcel Menardon & Didier Jolivet. Chotard & Associés Editeurs, 1986, (em francês) ISBN 9782712700270 Adicionado em 11/06/2016.
- Rotary engine. Autor: Kenichi Yamamoto. Sankaido, 1981, (em inglês) Adicionado em 11/06/2016.
- Rivals to the Wankel: A Roundup of Rotary Engines. Jan P. Norbye, Popular Science, Janeiro de 1967, págs 80-85, (em inglês) Adicionado em 11/06/2016.